# Perdita bigeloviae
Perdita bigeloviae är en biart som beskrevs av Cockerell 1896. Perdita bigeloviae ingår i släktet Perdita och familjen grävbin. Inga underarter finns listade i Catalogue of Life.